# Rusłan Odżijew
Rusłan Odżijew (ur. ?, zm. 27 czerwca 2007) – Rosjanin podejrzewany w związku z zamachami bombowymi na budynki mieszkalne w Moskwie i Wołgodońsku w 1999 r., oraz  sprzyjanie talibom. Przetrzymywany był przez Amerykanów w bazie w Guantanamo na Kubie, wraz z sześcioma innymi Rosjanami zwolniony w 2004 r. Przypisuje mu się udział w ataku na budynki policji i władz w Nalczyku w 2005 r., kiedy to zginęło 139 osób. Według FSB był „przywódcą duchowym” ekstremistycznej islamskiej organizacji Jarmuk, oskarżanej o terroryzm.
Zginął w czasie próby zatrzymania przez funkcjonariuszy FSB w Nalczyku, stolicy republiki  Kabardyno-Bałkarii.  